# Калман Сури
Калман Сури (мађ. Szury Kálmán) је био мађарски фудбалер, репрезентативац. Учествовао је на фудбалском турниру на Летњим олимпијским играма 1912. године, одржане у Стокхолму.

## Достигнућа

### Играч
- Летње олимпијске игре
  - 5.: 1912. Стокхолм
- Првенство Мађарске
  - трећи: 1911/12.